# Hermann Ebbinghaus

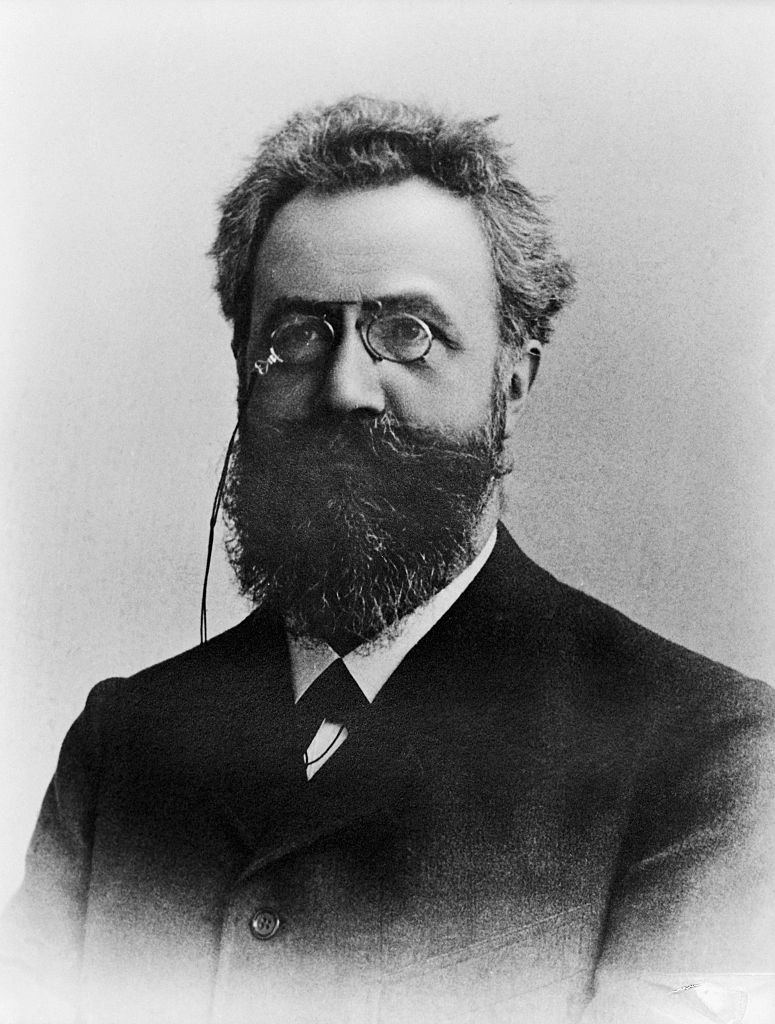
Hermann Ebbinghaus

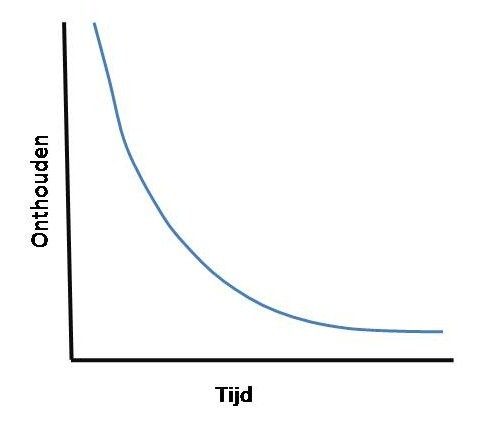
Typische vergeetcurve

Hermann Ebbinghaus (Barmen (Wuppertal), 24 januari 1850 - Breslau, 26 februari 1909) was een Duits psycholoog, pionier in het leerpsychologisch onderzoek. Zijn grootste werk Über das Gedächtnis (1885) begint op het voorblad met de woorden: "De subjecto vetustissimo novissimam promovemus scientiam." (Van het oudste onderwerp [m.n. de psychologie] zullen wij de nieuwste wetenschap maken).
Ebbinghaus wordt gezien als de ontdekker van de klassieke vergeetcurve. Hoewel men dit al langer vermoedde, was hij diegene die het bewijs hiervan leverde met een wetenschappelijk onderbouwd onderzoek.
Dit deed hij door een reeks willekeurige klanken, zogenaamde zinloze lettergrepen (Duits: sinnlose Silben), ook bekend als pseudowoorden, door één proefpersoon (zichzelf) van buiten te laten leren (Duits: Auswendiglernen). De klanken moesten willekeurig zijn, zonder betekenisconnectie, zodat hij de zuivere inprenting (Duits: Einprägung) (en nadien reproduceren) kon meten.
Hij ontdekte dat nieuw aangeleerde dingen eerst volledig konden gereproduceerd worden, hoe verder in de tijd, hoe minder het geleerde gereproduceerd kon worden. Tevens ontdekte hij ook dat deze curve uiteindelijk afvlakte tot een constante.
In het begin kende hij nog alle klanken, zeer snel daarna waren er al een aantal vergeten, en de klanken die hij nadien nog kende, kon hij voor een langere tijd onthouden. De vergeetcurve laat dus zien hoe snel iemand ingeprente informatie vergeet. Het betreft hier het vergeten van informatie uit het menselijk werkgeheugen (niet uit het kortetermijngeheugen). Het vergeten verloopt eerst vrij snel, daarna eerder vlak. Er is ook verschil in profiel. Bij "zinloos" materiaal daalt de vergeetcurve veel dieper en sneller. Bij zinvolle, of emotioneel belangrijke informatie, blijft de curve hoger.
Verder onderzoek leverde ook het inzicht dat er verschil is van persoon tot persoon. Bij sommige mensen verloopt de vergeetcurve gunstiger voor visueel aangeboden materiaal, bij anderen voor auditief materiaal.
De resultaten van dit wetenschappelijk onderzoek naar de vergeetcurve worden vandaag nog altijd toegepast om efficiënt te memoriseren:
- maak het materiaal zo zinvol mogelijk (eerst begrijpen, verbanden leggen, eventueel via ezelsbruggetje) dan pas inprenten
- maak gebruik van "auditief" (luidop lezen) en/of "visueel" (schema, tekst) hulpmateriaal
- plan herhaling van de leerstof vooral kort na het eerste inprenten, daarna worden de herhalingsbeurten steeds verder in de tijd gespreid (zie gespreide herhaling)
- beter viermaal een kwartier inprenten (gespreid in de tijd), dan eenmaal een uur aan één stuk inprenten.

Het onderzoek van Ebbinghaus wordt vaak gebruikt in andere theorieën, zoals Meaningful Reception (D. Ausubel) en Schema Theory (R. C. Anderson). In de beide leertheorieën verwijst men naar het linken van gegevens in een "context" of een "schema" dat de mens zelf samenstelt, zo blijven de gegevens langer bewaard.